# Trichiusa polita
Trichiusa polita är en skalbaggsart som beskrevs av Thomas Casey 1906. Trichiusa polita ingår i släktet Trichiusa och familjen kortvingar. Inga underarter finns listade i Catalogue of Life.